# Christopher Ewart-Biggs
Christopher Thomas Ewart Ewart-Biggs, CMG, OBE (* 5. August 1921 in Thanet, Kent, England; † 21. Juli 1976 in Sandyford bei Dublin, Irland) war ein britischer Diplomat und zuletzt Botschafter in Irland, der von der IRA bei einem Sprengstoffanschlag ermordet wurde.

## Werdegang
Christopher Thomas Ewart-Biggs war der Sohn von Henry Ewart-Biggs, einem Offizier der British Army, und Mollie Ewart-Biggs. Er besuchte eine Privatschule in Berkshire und das University College in Oxford. 1942 diente er als Offizier in Nordafrika und verlor während der Zweiten Schlacht von El Alamein sein rechtes Auge. Er trug seitdem ein künstliches Auge und ein Rauchglas-Monokel. 1943 erreichte er den Rang eines Majors der Royal Engineers. 1952 heiratete er in erster Ehe Gavrelle Verschoyle, die 1959 verstarb. 1960 heiratete er in zweiter Ehe Jane Randall, die nach seinem Tod, 1981, als Baroness Ewart-Biggs zum Life Peer erhoben wurde. Aus seiner zweiten Ehe hatte er einen Sohn und zwei Töchter.
In den 1960ern und 1970ern war er als Diplomat unter anderem in Italien, Algerien und Frankreich tätig, wobei er fließend Französisch erlernte. Er war zudem führender Verbindungsoffizier des britischen Auslandsgeheimdienstes MI6.
Am 9. Juli 1976 wurde er Botschafter in Irland. Nur zwölf Tage später starb er bei einem Sprengstoffanschlag der IRA auf seinen Jaguar XJ, wobei auch die Privatsekretärin Judith Cooke ums Leben kam. Ewart-Biggs war auf dem Weg zu seinem Antrittsbesuch beim irischen Außenminister Garret FitzGerald. Der Fahrer Brian O’Driscoll und Permanent Under-Secretary of State Brian Cubbon, Leiter des Northern Ireland Office und damit höchstrangiger britischer Staatsbeamter in Nordirland, wurden schwer verletzt.
Aufgrund des Anschlags wurde vom irischen Parlament ein Notstandsgesetz verabschiedet, welches die Inhaftierung von Terrorverdächtigen bis zu sieben Tage ohne Anklage ermöglichte. Nach Prüfung des Gesetzes durch das Oberste Gericht wurde es nach Unterzeichnung des Präsidenten Cearbhall Ó Dálaigh am 16. Oktober 1976 gültig.

## Christopher Ewart-Biggs Memorial Prize
1977 gründete Ewart-Biggs’ Witwe einen nach ihm benannten Literaturpreis (Christopher Ewart-Biggs Memorial Prize), der jährlich für friedensstiftende und versöhnende Werke verliehen wird.